# فيراري 250

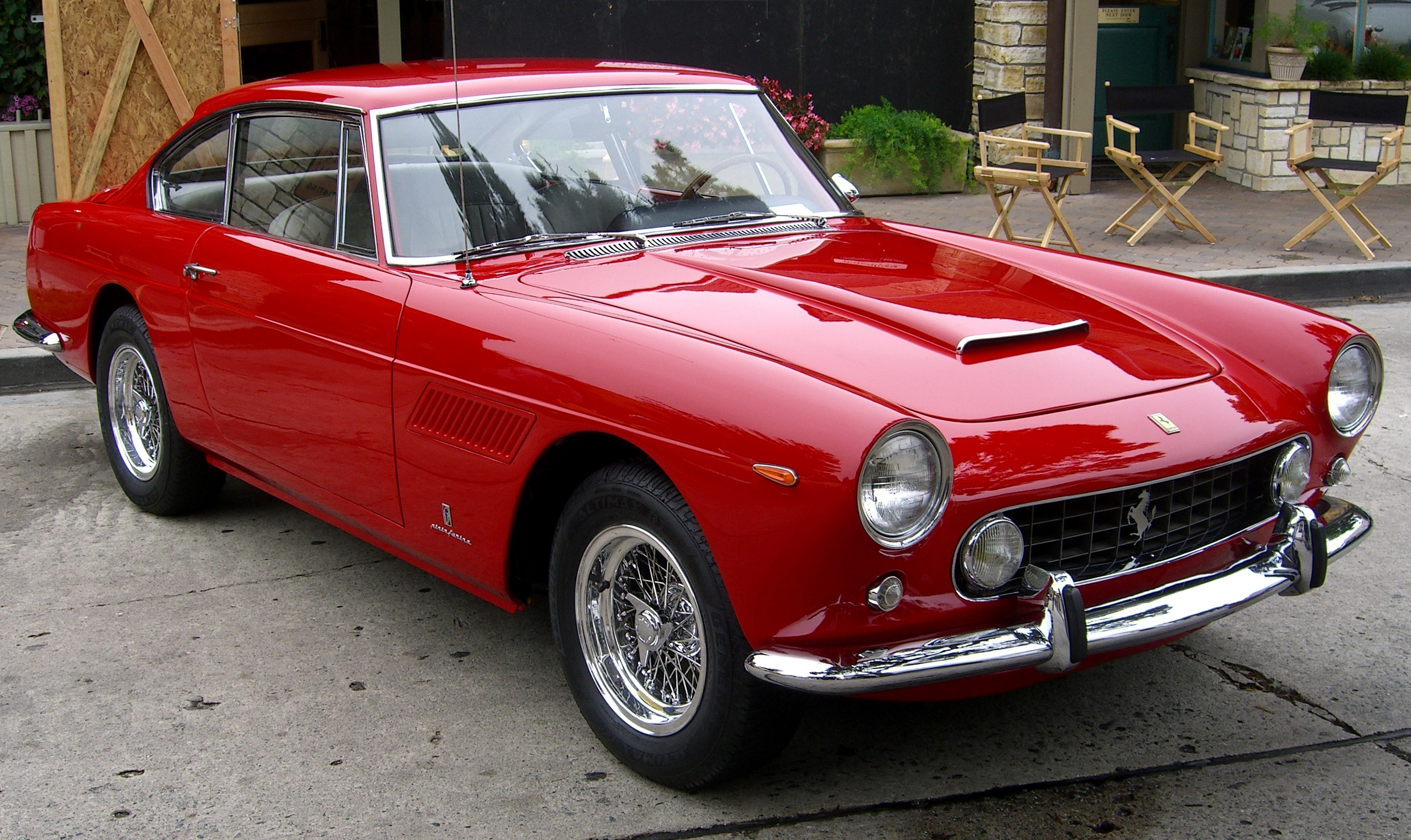
سيارة فيراري 250 ، صنعت عام 1962م

فيراري 250 (بالإيطالية: Ferrari 250) ، هي سيارة رياضية وسياحية أنتجها شركة فيراري هي واحدة من أشهر السيارات الرياضية في تاريخ صناعة السيارات، تم إنتاجها من عام 1953 إلى 1964. تتميز بمحرك V12 قوي يتراوح بين 2.5 إلى 3.0 لتر، مما يمنحها أداءً استثنائيًا. تشمل عائلة فيراري 250 نماذج شهيرة مثل 250 GT و250 GTO، حيث تُعتبر الأخيرة واحدة من أكثر السيارات قيمة في العالم. حققت 250 نجاحات كبيرة في سباقات السيارات، مما ساهم في تعزيز سمعة فيراري كعلامة تجارية رائدة. تظل فيراري 250 رمزًا للفخامة والأداء العالي، ولها تأثير دائم على تصميم السيارات الرياضية اللاحقة.